# 川野武文
川野 武文（かわの たけふみ、1967年10月13日 - ）は日本の会社役員・アナウンサーで、宮崎放送 (MRT)取締役、同局アナウンス室長、および子会社「エムアールティ・ミック」取締役社長。元宮崎放送執行役員ラジオ局長・元アナウンス室長。愛称は「武坊」（たけぼう）。

## 略歴
- 兵庫県三木市出身(一時小野市に住んでいた)。小野市立小野幼稚園・小野市立小野小学校→三木市立緑が丘小学校→三木市立自由が丘小学校・三木市立緑が丘中学校・兵庫県立小野高等学校、獨協大学法学部を卒業後、1990年にMRT宮崎放送にアナウンサーとして入社。アナウンス部長ののち、アナウンス室を離れ、ラジオ・テレビ推進局長代理・同部長、ラジオ局長などを歴任してアナウンス室に復帰。2019年4月より、執行役員・ラジオ局長兼任となった。
- 2024年3月より取締役に就任。アナウンス局長と子会社のエムアールティ・ミックの取締役社長に就任した。
- 妻はライバル局であるテレビ宮崎元アナウンサーの前田恵。
- 2011年4月-2019年3月の間はラジオ番組を持ちつつも、アナウンス職を離れていた。

- 児湯食鳥のCMでナレーションをしている。その為一時テレビ宮崎でCM放映されなかった。理由は分からないが現在はテレビ宮崎でもCMが放映される。

## 人物
- 趣味はゴルフであり、特技はボクシングである。また、ニシタチ（宮崎市の繁華街・西橘通り）をこよなく愛しており、”パトロール”と称した飲み歩きを行っていることを常々ラジオで報告している。
- ラジオ番組『GO!GO!ワイド』では、「も〜たまら〜ん」と言う決め台詞でおなじみ（※かつて『GO!GO!ワイド』のホームページでも聴くことができたが、現在は聞く事ができない）。同番組では、リスナーから口論のシチュエーションを投稿してもらい、それについて共演している坂井淳子（元JOY FMアナウンサー）と本物の夫婦の様な口喧嘩を繰り広げ、その終了後リスナーに”是か非か”を選んだ理由と共に投票してもらう「ラジオでバトル・直接投票　喧嘩でGO!GO!」と言う人気コーナーがある。（川野は主に男性目線＝お父さん役を担当する。役名が付く場合もあり、武じいさん、武子など幾つかのバリエーションが存在する。）このような坂井淳子との丁々発止なやりとりが高い評価を受けて、同番組は2002年に日本民間放送連盟「ラジオ生ワイド部門 全国優秀賞」の栄誉に輝いた。また、川野個人としても2005年にアノンシスト賞の「ラジオ・フリートーク部門 優秀賞」を受賞している。また、2017年10月よりTBSラジオのアプリ「ラジオクラウド」にて、「喧嘩でGO!GO!」を配信している（BGMはカットされており、音声・SEのみ）。
- 『GO!GO!ワイド』に端を発する「武坊・淳ちゃんと行く」と題されたツアー旅行がたびたび企画・実施されている。それらのツアータイトルには「珍道中」が入っており、その名の通り旅行を盛り上げるべく、川野自ら意欲的に宴会芸を披露するなどツアー客とのふれあいがふんだんに盛り込まれた内容となっている。「坂井淳子と行く」と冠されるツアーもあり、その際の川野は留守番役になる事もある。また、南九州ファミリーマートとのコラボ商品が発売されることがあり、宮崎・鹿児島限定商品として取り扱われている。
- 口蹄疫が2010年4月20日より宮崎県内に蔓延し、非常事態宣言が出される中、5月18日に『GO!GO!ワイド』に届いた某畜産農家リスナーからのメールに感銘を受けた川野は、自ら中心的役割を担い、口蹄疫応援ソング「酔芙蓉の坂」の制作に尽力した。7月より曲を番組内で披露したところ、大きな反響を呼び、当初予定に無かったCDの実費販売も行われた（希望者のみ700枚限定販売）。なお、川野は作詞を担当した。（※「酔芙蓉の坂」：作詞/川野武文、作曲/伊牟田茉莉、歌・演奏/2010MRTスクーピー＆アナウンサーズ）
- 綾町のユネスコエコパーク認定の運動に、川野も協力。綾エコパーク登録ＰＲイメージソング「Shining leaf story」の作詞を担当した。（※綾町とは、当時MRTラジオで「綾ラジオ畑」や「綾日和」が放送されていた縁もあった。）曲は2012年6月に完成したのち、テレビ「MRT ニュースNext」やラジオ「GO!GO!ワイド」内で流された。（※その後、2012年7月11日のユネスコ会議において綾町が「ユネスコ エコパーク」に登録されることが決定した。）このテーマソングはのちにCDとなり11月11日に発売された。なお、川野は2012年11月頃に綾・有機農業まつりなどで綾町を訪問、それを端緒としたコラム（自然との共生を地域おこしに繋げている綾町の魅力について論じた内容）が2012年12月13日付の宮崎日日新聞に掲載されている（「体験！地域力 クロスメディア」欄）。○綾エコパーク・オフィシャルテーマソング「Shining leaf story」：トキメーカーズfeat.MisaChi&坂本梨奈&村上三絃道（日本語ver.：MisaChi、英語ver.：坂本梨奈）。作詞：川野武文、作曲：日高慶典、協力：綾夢来人の会。CD・ArtDirector：酒生哲雄。
- 「GO!GO!ワイド」が、NHKラジオ第1で放送されていた「亀渕昭信のにっぽん全国ラジオめぐり」で紹介されたことがある。日本全国の民放ラジオを紹介する本番組が取材したのが川野・坂井コンビが担当した回であった。その模様は2012年6月5日に放送された。
- マリと言う名の柴犬を飼っている。

- 兵庫県三木市に住んでいた両親を宮崎に呼び寄せている。

- 自宅でヨシケイを利用している。

## 現在の担当番組

### テレビ
- Check!（2021年3月29日-）

### ラジオ
- お父様の夕焼け倶楽部（1994年-）

番組ではないが、ワイドFM開局前まで同局のラジオの放送開始・終了の告知のアナウンスも行っていた（ワイドFM開局後は同局アナウンス部長の伊賀透浩が行っている）。

## 過去の担当番組

### テレビ
- チュンチュンあんてな（1991年の番組スタートより数年間担当）
- 生スタ955（1998年、2000年、2004年に担当）
- ゴジヤジ（2000年-2003年）→土曜ゴジヤジ（2003年-2004年 ※途中降板）
- MRTイブニング・ニュース（2005年-2009年）→MRT THE NEWS（2009年 ※途中降板）
- ゴゴイチ!（2008年4月5日-2009年3月21日/竹内真理アナと司会）
- 開局40周年記念テレビ特番・ブラジルに生きる宮崎の心（1994年9月24日）
- テレビ新春スペシャル・開運！お年玉大作戦（2002年1月1日：司会）
- テレビ新春特番・ウッキーウキ♪お正月でござ～る（2004年1月1日：司会）

### ラジオ
- MRT歌謡曲ベスト20（1990年-1991年に担当）
- パンプアップリスキー！（1991年-1992年/メインMC）
- サンデー夕焼けクラブ情報アロワナ（1993年頃/メインMC)
- 情報がいっぱいわくわくステーション 4丁目ラジオ（1994年頃に火・木・金曜担当）
- MRTわいわいナイト（1994年頃）
- MRT夕焼けスタジオ（2004年頃に月曜担当）
- 武坊・淳子的ひむか古事記物語（2012年）
- NTTドコモ スペシャル・ムーバが伝える宮崎の春（ラジオ特番、1994年3月19日）
- MRT開局60周年特番・ラジオMango！（2014年7月4日）
- GO!GO!ワイド（木曜 - 金曜　<※開始当初は月・火・水曜担当。2004年-2021年3月26日>）
- 武坊・淳子の土曜もＧＯ！ＧＯ！（土曜）

ほか

### イベント（司会、講話など）
- MRTラジオ みんなでゴルフコンペ（第3回にプレイヤーとして初出場して以降、数多く参加）
- 日本の心と美の祭典（着付けコンテスト/宮崎県立芸術劇場、2007年11月25日/司会）
- 北郷温泉広渡まつり（2008年8月9日/坂井淳子アナと司会）
- 第17回定期演奏会(宮崎県立芸術劇場、2010年2月26日/警察広報の司会)
- MRT春の感謝祭！（2010年3月27日/川島恵アナと司会）
- 第46回日向市総合文化祭 日向市民吹奏楽団　第32回定期演奏会（2010年12月11日/司会）
- 第16回社会福祉大会 記念講演「もっと使おう！言葉のチカラはコストゼロ」（三股町文化会館、2011年/講師）
- 宮崎銀行創立80周年記念企画・みんなで歌おう！夢に逢いに行こう♪コンテスト（2012年7月14日/川島恵アナと司会）
- まつりしんとみ2013（2013年11月23日/加藤沙知アナと司会）
- 第53回　ウィズガス　ガス展　小学生歌合戦（2013年11月3日/横山美和アナと司会）
- 宮崎日日新聞 寄稿連載「実践！地産地消」肉の6次産業化3人衆 座談会（特別企画第2弾、2013年11月11日/司会）
- 2014全国山菜サミット in 串間（2014年5月17日/坂井淳子アナと司会）
- 男女共同参画啓発講演会「男女共同参画もおまかせ!!おしゃべりの科学」（国富町農村環境改善センター/2014年7月22日/講師）
- 第一回東九州リレーマラソンin延岡（東九州道「北浦-須美江間」開通1周年、2015年3月22日/司会）
- 綾町農林振興課共催「報道の目で農業を語る」（綾てるは図書館/2015年8月5日/講師）
- トラックの日記念講演会（2015年9月26日/講師）
- ココから音楽♪大作戦（2017年9月10日/川島恵アナと司会）

ほか

### 受賞歴
- NHK杯 アナウンス朗読部門全国大会（準決勝進出・5位入選/1985年）
- 地方民間放送共同制作協議会「火曜会」ラジオ番組コンクール　優秀賞（1997年：「だれも知らない日本一・宮崎のイチゴ大福」※アナウンサーとして参加）
- 地方民間放送共同制作協議会「火曜会」ラジオ番組コンクール　佳作（1998年：「日本一の洗濯板」※アナウンサーとして参加）
- 平成14年 日本民間放送連盟賞 ラジオ生ワイド部門 全国優秀賞（2002年：「GO!GO!ワイド」<坂井淳子アナと担当した2002年4月16日放送分>）
- 南九州ファミリーマートより感謝状（2004年：ラジオタイアップ弁当企画<唐揚げサバイバル>による功績）
- アノンシスト賞　ラジオ・フリートーク部門 優秀賞（2005年：「GO!GO!ワイド 喧嘩でGO!GO!」）
- 平成22年 日本民間放送連盟賞 ラジオ報道部門 九州・沖縄地区審査会 優秀賞（2010年：「口蹄疫特番 がんばろう！宮崎」）
- ACC CM FESTIVAL2013 地域ラジオCM部門 九州・沖縄地域ファイナリスト（(株)エーコープみやざき「やみつき大束 塩ホルモン」夫婦①編 ※出演者として）